# Памозово
Памозово — деревня в Окуловском муниципальном районе Новгородской области, относится к Боровёнковскому сельскому поселению.
Деревня расположена на северо-востоке района, неподалёку от административной границы с Любытинским муниципальным районом на берегу Кулаковки, в 23 км к северу или в 35 км по автомобильным дорогам от административного центра сельского поселения — посёлка Боровёнка. Расстояние до административного центра муниципального района — города Окуловка — 33 км на юг или 65 км по автомобильным дорогам.
С запада к Памозову примыкает деревня Горбово, а востока Сухово.
| 2010 |
| ---- |
| 22   |

## История
До 2005 года деревня относилась к Висленеостровскому сельсовету.

## Транспорт
Ближайшая железнодорожная станция расположена в Боровёнке. Через деревню проходит автомобильная дорога Боровёнка — Висленев Остров (севернее в 2 км) — Любытино.